# 宇賀田達雄
宇賀田 達雄（うがた たつお、1922年5月7日 - 2012年5月24日）は、日本の民藝運動研究者、美術評論家、編集者、記者。妻の宇賀田けようは板画家棟方志功の長女。

## 略歴
- 東京府出身[2]
- 1942年 東京帝国大学文学部国文学科入学[2]
- 1943年12月 学徒出陣で現役入営、陸軍防衛総司令部配属[2]
- 1944年9月 東京帝国大学文学部国文学科繰上卒業[2]
- 1946年1月 日本古典全集刊行会（後に朝日新聞社出版局図書編集室）嘱託[2]
- 1950年11月 - 1977年 朝日新聞社記者・編集者[2]
- 1973年10月 - 2011年 財団法人棟方板画館学芸員・理事[2]
- 1989年 - 1992年 日本民藝協会機関誌『民藝』編集責任者[2]

## 著書
- 『祈りの人 棟方志功』 筑摩書房 1999年 （ISBN-13: 978-4480885050）
- 『東京民芸協会の五十年』 東京民芸協会 2006年
- 『日本民藝協会の七十年』 2006年
- 『私は見たーある学徒兵の記録ー』 2010年